# Fatoin (Insana)
Fatoin is een bestuurslaag in het regentschap Timor Tengah Utara van de provincie Oost-Nusa Tenggara, Indonesië. Fatoin telt 1326 inwoners (volkstelling 2010).